# Mordella chevrolati
Mordella chevrolati es una especie de coleóptero de la familia Mordellidae.

## Distribución geográfica
Habita en Guatemala y México.